# Hey Joe
"Hey Joe" é uma canção popular de 1962 escrita pelo músico norte-americano Billy Roberts (mais conhecida é a versão cantada pela banda The Jimi Hendrix Experience). Ela se tornou um marco do rock e, como tal, foi realizada em uma infinidade de gêneros musicais por centenas de artistas diferentes desde que foi escrita.
"Hey Joe" conta a história de um homem que está planejando ir para o México após atirar em sua esposa. No entanto, créditos diversos alegam ter levado a confusão quanto à verdadeira autoria da canção e gênese.
A mais antiga gravação conhecida da canção comercial é primeiro single da banda The Leaves, lançado em novembro de 1965, que também teve a primeira versão de hit da canção com uma regravação, em 1966. "Hey Joe" também foi lançada como single por diversos outros artistas. Um deles um versão da banda Santa Esmeralda lançada em 1978.
No Brasil, a banda O Rappa fez uma versão em português para o álbum Rappa Mundi.
A regravação mais recente da música foi feita pela atriz e cantora Charlotte Gainsbourg, em 2014, para o filme Ninfomaníaca: Vol. I e Vol. II, do qual interpreta a personagem principal.